# Druppelstroomlijn
Een druppelstroomlijn is een stroomlijnkuip uit de jaren vijftig die de gehele voorkant van de motor, inclusief het voorwiel, omsloot. Door het aantal ongevallen werd deze later door de dolfijnstroomlijn vervangen. De druppelstroomlijn ontstond omdat een druppelvorm in feite de ideale stroomlijn is.

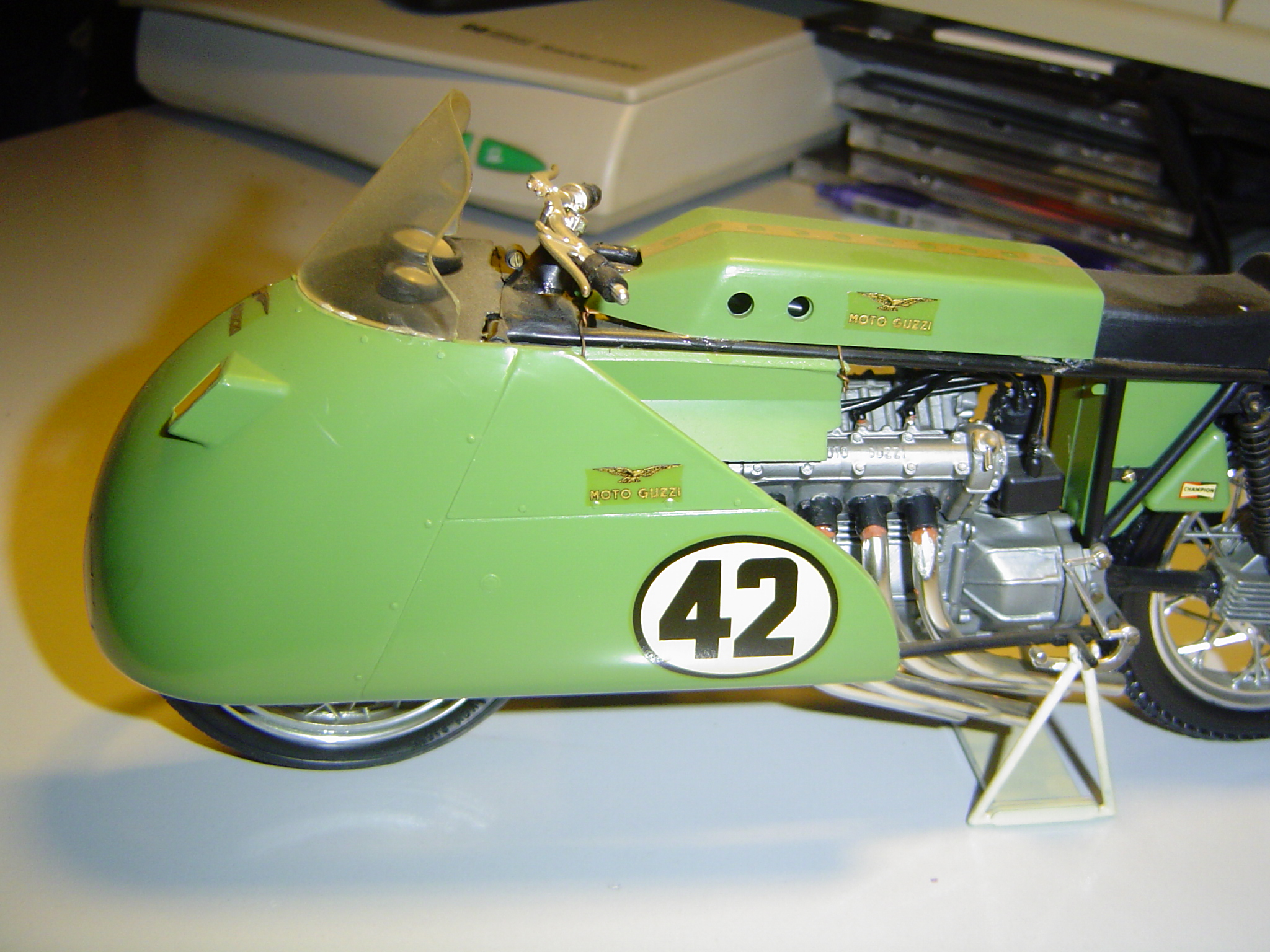
Schaalmodel van een Moto Guzzi Quattro Cilindri-wegracer uit 1953

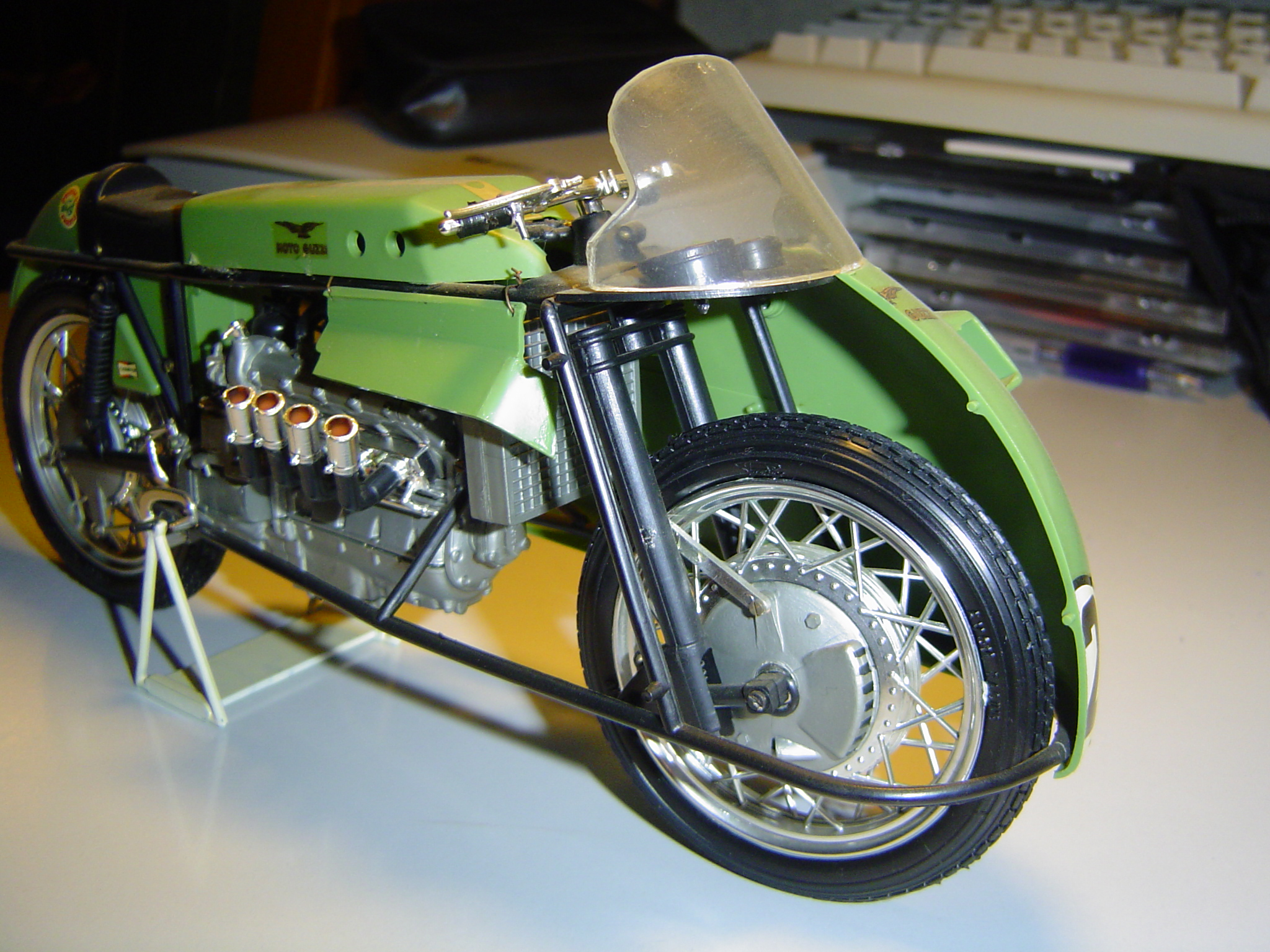
De druppelstroomlijn omsloot ook het voorwiel